# Okręg Białystok Armii Krajowej

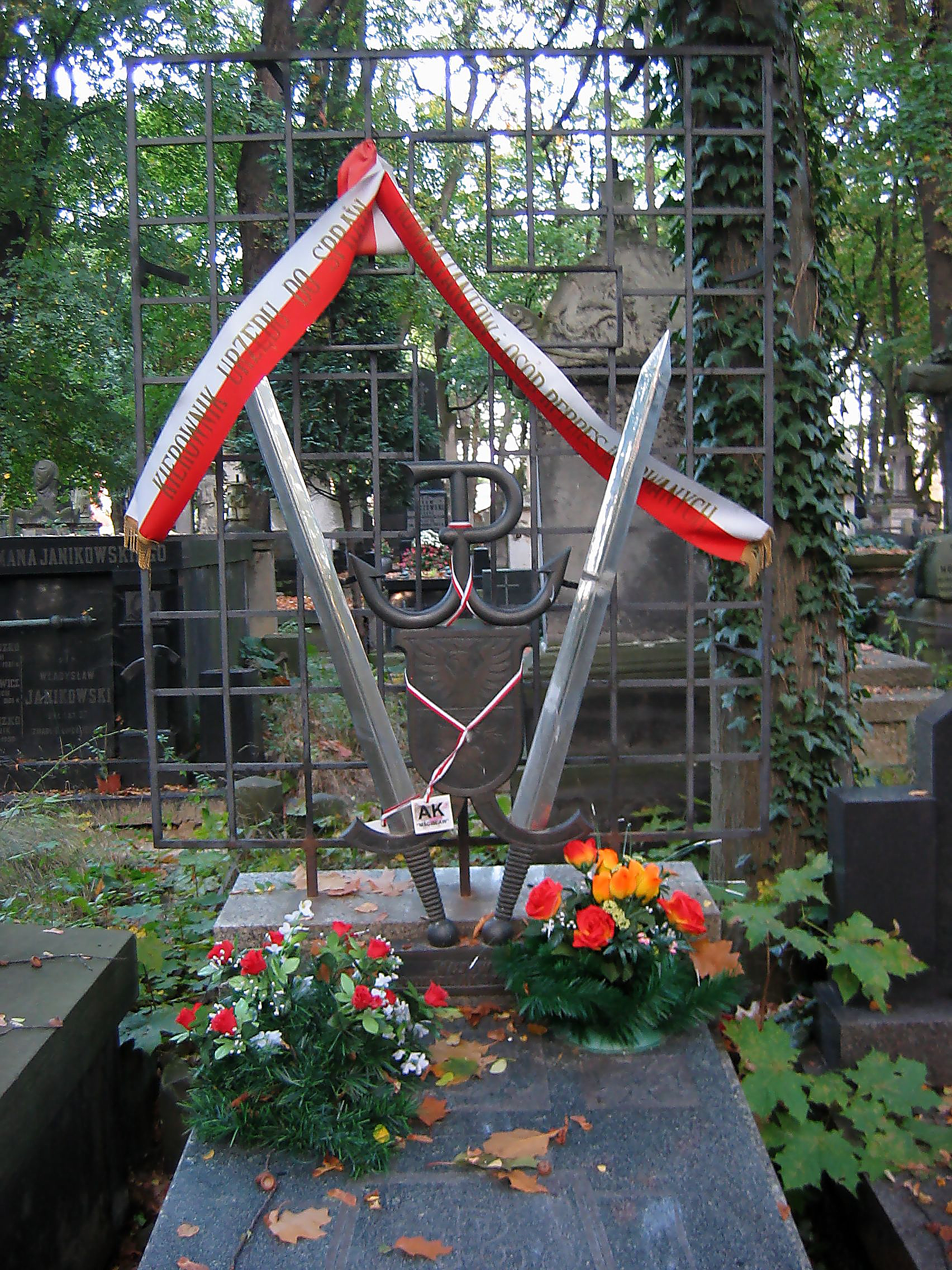
Grób Władysława Liniarskiego na Cmentarzu Powązkowskim w Warszawie

Okręg Białystok SZP, ZWZ, wreszcie Armii Krajowej noszący kryptonimy „Lin”, „Czapla”, „Pełnia”, „Sarna”, „Maślanki”.
Okręg dzielił się na 13 obwodów.

## Struktura organizacyjna w 1944
- Inspektorat Podlaski Armii Krajowej
- Inspektorat Mazowiecki Armii Krajowej
- Inspektorat Łomżyński Armii Krajowej
- Inspektorat Suwalski Armii Krajowej
- Inspektorat Białostocki Armii Krajowej
- Inspektorat Grodzieński Armii Krajowej
- Inspektorat Białystok Miasto Armii Krajowej[1]

## Komendanci
- ppłk Franciszek Slęczka „Krak”,
- mjr Feliks Banasiński,
- por. Antoni Iglewski „Nieczuja”,
- ppłk Józef Spychalski „Samuraj” (brat Mariana),
- kpt/ppłk Władysław Liniarski „Mścisław”.